# Takaharu Nakajima
Takaharu Nakajima (jap. 中嶋 敬春, Nakajima Takaharu; * 2. Januar 1983 in Kawakami, Landkreis Minamisaku, Präfektur Nagano) ist ein japanischer Eisschnellläufer.
Takaharu Nakajima wurde im Februar 2000 hinter dem Schweden Johan Röjler Vizeweltmeister im Mehrkampf der Junioren. Im Dezember desselben Jahres gewann er bei den Asienmeisterschaften in Harbin die Goldmedaille über 1500 und die Silbermedaille über 5000 Meter. Sein Weltcupdebüt gab er zum Auftakt der Saison 2001/02 in Berlin. Ein Jahr später lief er in Nagano erstmals unter die besten 10 (Rang neun über 1000 Meter). Im Februar 2004 gewann er sein erstes Weltcuprennen über 1000 Meter in Inzell. Nach diesem Höhepunkt konnte er diese Leistungen nicht wieder über längere Zeit zeigen. Ab und an fährt er jedoch immer wieder in vordere Plätze.
Bei den Olympischen Spielen 2002 in Salt Lake City wurde der Mittelstreckenspezialist, der jedoch auch über 500 und bis zu 5000 Metern antrat, über 1500 Meter (23.) eingesetzt. Bei den folgenden Spielen von Turin 2006 kam er über 1000 (27.) und 1500 (38.) Meter zum Einsatz.

## Eisschnelllauf-Weltcup-Platzierungen
| Platzierung | 100 m | 500 m | 1000 m | 1500 m | 3000/5000 m | 5000/10000 m | Team |
| ----------- | ----- | ----- | ------ | ------ | ----------- | ------------ | ---- |
| 1. Platz    |       |       | 1      |        |             |              |      |
| 2. Platz    |       |       |        |        |             |              |      |
| 3. Platz    |       |       |        |        |             |              |      |
| Top 10      |       |       | 5      |        |             |              | 1    |

(Stand: 10. Dezember 2006)